# Cikot
Cikot (en serbe cyrillique : Цикот) est un village de Serbie situé dans la municipalité de Rekovac, district de Pomoravlje. Au recensement de 2011, il comptait 197 habitants.

## Démographie
| 1948 | 1953 | 1961 | 1971 | 1981 | 1991 | 2002 | 2011 |
| ---- | ---- | ---- | ---- | ---- | ---- | ---- | ---- |
| 798  | 799  | 701  | 611  | 501  | 387  | 258  | 197  |

|  |